# فيلق البوستانجية
"فيلق البوستانجية" (بالتركية: Bostancı Ocağı)‏ هو المكان الذي كان يتم فيه تدريب الجنود العثمانيين المسلحين بالبنادق. كانت مهمة البوستانجية تتمثل عادةً في حماية السلطان عن قرب في الحدائق والكروم أو أثناء وجوده في القوارب السلطانية، وهذا يماثل الذين يعملون كحراس شخصيين خاصين بالرؤساء حاليا.

## الأصل
يعود تاريخ فيلق البوستانجية إلى القرن الرابع عشر. أي إلى عهد السلطان مراد الأول. كان الواجب الأول للبوستانجية هو حراسة القصر كما كانوا يشكلون الفرقة المسؤولة عن تلبية احتياجاته.
كانت الثكنات الأساسية للبوستانجية تقع في "خاص باغچه" (بالتركية: Hasbahçe)‏، وكان هناك أيضًا مسجد الفرقة التابع لهم.
في البداية، كان يتم جمع المبتدئين من الأناضول والروملي عبر نظام الدوشيرمة، وهو النظام القديم في الدولة العثمانية لجمع الجنود أو رجال الدولة. وبعد ذلك، كان الذين ينضمون إلى البوستانجية يُعدّون داخل "أوجاق العجمية" (فيلق المبتدئين) ليصبحوا جاهزين للخدمة في "فيلق البوستانجية" تحت إشراف رئيس البوستانجية (بوستانجي باشي). واستمر هذا النظام حتى أواخر القرن السابع عشر، حيث كان يتم ترقية أفراد البوستانجية حسب درجات خدمتهم إلى مناصب مثل حراس البوابات، ووحدات أحواض بناء السفن، وخبراء الحدائق، في حين كان البوستانجية الكبار يُلحقون بفرق الفرسان.

### بوستانجي باشى
وكان البوستانجي باشى يشغل منصب مسؤول الأمن في الدولة. وكان جزءًا من الجهاز المكلف بضمان أمن إسطنبول ومحيطها، إلى جانب كل من آغا الإنكشارية، وجبخجي باشى الأسلحة والذخيرة، والطوبجي باشى رئيس المدفعية.
وكان من الضرورة أن يأتي تعيين البوستانجي باشى من فيلقهم الخاص؛ حيث كان يجب أن يتدرجوا في الرتب داخل فيلق البوستانجية للوصول إلى هذا المنصب.
كان مكتب البوستانجي باشى يقع بين سراي بورنو (بالتركية: Sarayburnu)‏ وسيركجي (بالتركية: Sirkeci)‏ باسطنبول، وكان هناك أيضًا عنابر خاصة بالحمَّالين (بالتركية: Hamlacı)‏ في هذا الموقع.

### الرواتب والمصاريف
يقوم البوستانجي باشى بتقديم الأموال التي حصل عليها من المحصول من شهر نوفمبر إلى نوفمبر العام الذي يليه.
وكان يُختار كل عام في شهر نوفمبر عشرة أو اثنا عشر شخصًا من البوستانجيّة لينضموا لمدة من الزمن إلى الانكشارية ولاحقًا إلى خدمة الشاوش في الديوانِ الهمايوني وإلى فرق الفرسان في قوات القَابِي قولو. بالإضافة إلى ذلك، كان يتم منح جزء من المال للبوستانجيّة، ويتم تخصيص جزء آخر لمسائل رواتب ونفقات جامع داوود باشا.
بالإضافة إلى أجور البوستانجيّة اليومية، كانوا يحصلون من عام إلى عام على معطف واحد من قماش سالونيكي أو يتلقون قيمته نقدًا. وكان يُطلق على غطاء الرأس التي يرتدونها على رؤوسهم اسم "باراتا"(بالتركية: barata)‏.

## مصدر
1. ↑  "Arşivlenmiş kopya". مؤرشف من الأصل في 25 Ocak 2021. اطلع عليه بتاريخ 1 Nisan 2020. {{استشهاد ويب}}: تحقق من التاريخ في: |تاريخ-الوصول= و|تاريخ-الأرشيف= (مساعدة)
2. ↑  "Sarayın en önemli vazifelerinden birinin başında bulunan bostancıbaşıların mutlaka kendi ocaklarından gelmeleri yâni bostancı ocağından yetişerek yükselmeleri kânundu. Bostancıbaşılar terfi ile saraydan çıkacak olurlarsa beylerbeyi veya vezir olurlardı. Bostancıbaşıdan sonra, bostancılar kethüdası, haseki ağa, hamlacıbaşı, odabaşı, bostancı karakulağı, vezir karakulağı ile dört baltacı bu ocağın zâbitlerindendi.". Bostancıbaşı. Uzunçarşılı. ص. 465.
3. ↑  İstanbul Bostancı Ocağı. Uzunçarşılı. ص. 477 – عبر Osmanlı Devletinin Saray Teşkilatı.
4. ↑  İstanbul Bostancı Ocağı. Uzunçarşılı. ص. 470 – عبر Osmanlı Devletinin Saray Teşkilatı.
5. ↑  İstanbul Bostancı Ocağı. Uzunçarşılı. ص. 471 – عبر Osmanlı Devletinin Saray Teşkilatı.